# RMB (Band)
RMB war eine Rave-Formation aus Düsseldorf. Der Name leitet sich aus den Initialen von Rolf Maier-Bode (* 6. März 1974 in Berlin) ab, der zusammen mit Farid Gharadjedaghi (* 26. Mai 1974 in Teheran) das Projekt Anfang der 1990er Jahre gründete.

## Geschichte
Bereits vor RMB produzierte Maier-Bode Musik. Im Jahr 1993 nahm er unter dem Namen RMB Trax zwei EPs für das Plattenlabel „Adam & Eve“ auf, bei dem Farid Gharadjedaghi als Manager tätig war. Über Gharadjedaghi kam Maier-Bode zum Label „Le Petit Prince“ für das Gharadjedaghi ebenfalls tätig war. Im Jahre 1994 folgte dann auf „Low Spirit“, dem damals erfolgreichsten Technolabel Deutschlands, die erste gemeinsam produzierte Single Redemption.
Das erste Album This World Is Yours (Auskopplungen: Redemption, Love Is an Ocean, Experience und Passport to Heaven) erschien 1995 und war eher dem Genre Rave zuzuordnen, das 1998 erschienene zweite Album Widescreen (Auskopplungen: Spring, Reality, Shadows und Break the Silence) hingegen enthielt vor allem Stücke aus dem Bereich Trance. Beiden Alben gemein war, dass sich ihre Stücke durch rhythmische Überlagerungen von Stimmen und dem ungewöhnlichen Einsatz von Samples auszeichneten, die mit den Klängen klassischer Instrumente (Panflöte, Streicherensemble, Klavier) arrangiert wurden. Fans schätzen zudem die große Vielfalt der musikalischen Variationen: Die Musik reichte von Hardcore Techno (The Place to Be) über Techno (Fighting for a Fine Place), Trance (Spring, Reality), Happy Hardcore (Experience, Chakka Chakka) und Breakbeat (No Women No Kids) hin zu Ambient (Anyway, Everything).
Nach dem Album Widescreen wurde das RMB-eigene Label „Various Music Recordings“ mit den Sublabels „Various Silver“ und „Various Delight“ gegründet. Die beiden Musiker wechselten im Juni 2000 zum Label „Polydor Zeitgeist“.
2001 erschien das dritte Album Mission Horizon, das mit dem Stil der vorhergehenden Alben brach und im Wesentlichen mehr Einflüsse aus dem Bereich House (Reflections) enthielt. So entwickelten Maier-Bode und Gharadjedaghi die Ambient-Strukturen zu einem für das Projekt wichtigen neuen Werk: Zeitwand. Zum ersten Mal in ihrer Bandgeschichte bekam ein Stück einen deutschen Namen. Ebenfalls auffällig war, dass bei einer harmonisch einfachen Struktur eine Vielzahl an Klangebenen verwendet wurde. Das Album Mission Horizon 2.0 folgte 2002 als Neuauflage der ersten Version, die statt Open Eyes mit Redemption 2.0 ein Remix der 1994 erschienenen Single enthielt. Das zugehörige Video zeigte Szenen aus einem Kurzfilm von Martin Weisz, LA. (60 Seconds), der auch auf zahlreichen Festivals lief. Im Jahre 2003 folge die Veröffentlichung von RMB & Friends - A Tribute to Ten Years RMB, eine Zusammenstellung zahlreicher Remixe zuvor veröffentlichter Titel. Künstler wie Blank & Jones, Ramon Zenker, Westbam, DJ Tomcraft, Talla 2XLC, Terry Lee Brown Jr., Klaus Jankuhn, Sharam Jey u. v. m. wirkten daran mit.
In den Jahren 2004 und 2005 gab es noch einige Veröffentlichungen von RMB über das eigene Plattenlabel „Silver/Various“, die allerdings nur auf Vinyl und als Online-Download erschienen. Dazu zählen die Doppelsingles Feel the Flame/Touch the Sky, Gangster/Killer und April/Beauty of Simplicity. Evolution, das letzte Album, das stilistisch eine Mischung aus Trance und Breakbeat ist, erschien nicht mehr, wie geplant, als CD, sondern wurde nur noch als Onlinedownload am 1. Mai 2009 veröffentlicht.
Die Gruppe hatte sich zuvor im Jahr 2006 nach letzten Auftritten auf der Nature One und der Goliath getrennt. Rolf Maier-Bode und Farid Gharadjedaghi produzieren seither solo Musik.

## Filmzitate
Charakteristisch für viele RMB-Stücke ist die Verwendung von Samples mehr oder minder bekannter Filmzitate. Darunter fallen unter anderem Zitate aus Sieben im Track Fighting for a Fine Place und aus Leon der Profi im Track Everything aus dem Album Widescreen. Auf dem gleichen Album sind in Madmans Legend diverse Samples aus dem Film 12 Monkeys zu hören. Die Aufnahme einer Darbietung des balinesischen Tanzdramas Kecak für den französischen Erotikfilm Emmanuelle 2 – Garten der Liebe wurde für den Track Chakka Chakka des Albums This World Is Yours verwendet. Zu den bekanntesten Zitaten in den Musikstücken zählt wohl der Monolog im Flieger von Lt. Col. Frank Slade aus Der Duft der Frauen (1992), welcher zu Beginn der Albumversion von Passport to Heaven gespielt wird und aus welchem auch der Titel abgeleitet wurde.

## Diskografie

### Studioalben
| Jahr | Titel                | Höchstplatzierung, Gesamtwochen, AuszeichnungChartsChartplatzierungen (Jahr, Titel, Platzierungen, Wochen, Auszeichnungen, Anmerkungen) | Anmerkungen                                           |
| Jahr | Titel                | DE | Anmerkungen                                           |
| ---- | -------------------- | --- | ----------------------------------------------------- |
| 1995 | This World Is Yours  | DE19 (10 Wo.)DE | Erstveröffentlichung: 11. September 1995              |
| 1998 | Widescreen           | DE41 (4 Wo.)DE | Erstveröffentlichung: 14. April 1998                  |
| 2001 | Mission Horizon      | DE34 (1 Wo.)DE | Erstveröffentlichung: September 2001                  |
| 2003 | A Tribute to RMB     | DE53 (1 Wo.)DE | Erstveröffentlichung: August 2003 als RMB & Friends   |
| 2005 | Trax Online Classics | — | Erstveröffentlichung: 1. Januar 2005 nur als Download |
| 2009 | Evolution            | — | Erstveröffentlichung: 1. Mai 2009 nur als Download    |

Weitere Studioalben
- 1995: Trax (Unautorisierte Veröffentlichung von Adam & Eve Records die wenige Tage nach der Veröffentlichung vom Markt genommen wurde)[2]

### EPs
- 1993: RMB Trax
- 1993: RMB Trax 2
- 1993: Heaven & Hell EP
- 1994: Love EP
- 1998: Everything EP Part 1
- 1998: Everything EP Part 2
- 2001: Selected Works

### Singles
| Jahr | Titel Album                                | Höchstplatzierung, Gesamtwochen, AuszeichnungChartplatzierungen (Jahr, Titel, Album, Platzierungen, Wochen, Auszeichnungen, Anmerkungen) | Höchstplatzierung, Gesamtwochen, AuszeichnungChartplatzierungen (Jahr, Titel, Album, Platzierungen, Wochen, Auszeichnungen, Anmerkungen) | Höchstplatzierung, Gesamtwochen, AuszeichnungChartplatzierungen (Jahr, Titel, Album, Platzierungen, Wochen, Auszeichnungen, Anmerkungen) | Anmerkungen                                          |
| Jahr | Titel Album                                | DE | AT | CH | Anmerkungen                                          |
| ---- | ------------------------------------------ | --- | --- | --- | ---------------------------------------------------- |
| 1994 | Redemption This World Is Yours             | DE19 (16 Wo.)DE | — | — | Erstveröffentlichung: 1994                           |
| 1995 | Love Is an Ocean This World Is Yours       | DE23 (9 Wo.)DE | — | — | Erstveröffentlichung: 1995                           |
| 1995 | Experience (Follow Me) This World Is Yours | DE12 (15 Wo.)DE | — | — | Erstveröffentlichung: 1995                           |
| 1995 | Passport to Heaven This World Is Yours     | DE66 (6 Wo.)DE | — | — | Erstveröffentlichung: 1995                           |
| 1996 | Spring Widescreen                          | DE7 Gold · (23 Wo.)DE | AT22 (12 Wo.)AT | CH7 (23 Wo.)CH | Erstveröffentlichung: 29. April 1996                 |
| 1996 | Reality Widescreen                         | DE10 (14 Wo.)DE | — | CH15 (8 Wo.)CH | Erstveröffentlichung: 16. September 1996             |
| 1997 | Break the Silence Widescreen               | DE35 (6 Wo.)DE | — | — | Erstveröffentlichung: 16. Juni 1997                  |
| 1998 | Shadows Widescreen                         | DE70 (4 Wo.)DE | — | — | Erstveröffentlichung: 1998 mit Sharam                |
| 2000 | Deep Down Below Mission Horizon            | DE23 (9 Wo.)DE | — | — | Erstveröffentlichung: 1. Dezember 2000               |
| 2001 | Horizon Mission Horizon                    | DE51 (4 Wo.)DE | — | — | Erstveröffentlichung: 1. Juni 2001                   |
| 2002 | Redemption 2.0 –                           | DE39 (7 Wo.)DE | — | — | Erstveröffentlichung: 2002                           |
| 2003 | Spring A Tribute to RMB                    | DE38 (7 Wo.)DE | AT60 (3 Wo.)AT | — | Erstveröffentlichung: 12. Juni 2003 feat. Talla 2XLC |

Weitere Singles
- 2003: Touch the Sky
- 2004: April
- 2004: Gangster